# Montana Jordan
Montana Jordan (ur. 8 marca 2003 w Longview, Teksas) – amerykański aktor. Najbardziej znany ze swojej roli Georgiego Coopera w amerykańskim sitcomie „Młody Sheldon”. Po zakończeniu emisji serialu dostał główną rolę w spin-offie pt „Georgie and Mandy's First Marriage”

## Wczesne życie i kariera
Jordan urodził się w Longview w stanie Teksas, a wychowywał się w Ore City, Teksas. W październiku 2015 roku zadebiutował w swojej pierwszej roli jako Jaden w filmie Polowanie z tatą w wieku zaledwie 12 lat, reżyserowanym przez Jody’ego Hilla, gdzie występował u boku Josha Brolina i Danny'ego McBride'a. Film zadebiutował w marcu 2018 roku.
W marcu 2017 roku Jordan został obsadzony w roli Georgie’ego Coopera, starszego brata Sheldona Coopera, w spin-offie Młody Sheldon, który jest częścią uniwersum Teorii wielkiego podrywu. Postać Georgie’ego z czasem stała się jednym z głównych bohaterów serialu, a jego małżeństwo z Mandy McAllister (graną przez Emily Osment) zostało pokazane w siódmym i ostatnim sezonie serialu.
W 2024 roku CBS zamówił spin-off Młodego Sheldona pt. Georgie & Mandy's First Marriage, w którym Jordan i Osment ponownie występują w tytułowych rolach.

## Życie prywatne
Jordan jest zaręczony z osobowością internetową i swoją wieloletnią dziewczyną którą poznał jeszcze w liceum Jenną Weeks. W maju 2024 roku ogłosili, że zostali rodzicami, ogłaszając narodziny swojej córki Emmy Rae .

## Filmografia

### Filmy
- 2018: Polowanie z tatą jako Jaden Ferguson

### Seriale
- 2024–: Georgie and Mandy's First Marriage jako George "Georgie" Cooper Jr.
- 2018: Teoria Wielkiego Podrywu jako George "Georgie" Cooper Jr. (1 odcinek)
- 2017-2024: Młody Sheldon jako George "Georgie" Cooper Jr. (141 odcinków)